# إي إس أر-32إيه
إي إس أر-32إيه (ESR-32A) هو رادار مصري ثنائي الأبعاد للمسح الجوي والإنذار المبكر يعمل بنطاق إل (L band). وقد تم الكشف عنه خلال معرض إيديكس مصر 2018.

## المواصفات الفنية
- مدى الكشف: يصل إلى 250 كيلومتر.
- الارتفاع: حتى 12 ألف (يكتشف الأهداف التي تحلق على ارتفاعات منخفضة ومتوسطة)
- يقوم بتحليل وتقييم المخاطر والتهديدات الجوية وتحديد أنواع أنظمة الدفاع الجوي اللازمة للتعامل معها.
- نسخة مدنية: لمراقبة وتوجيه الحركة الجوية.
- المصنع: مصنعة محليا بنسبة 100% بواسطة مراكز الأبحاث التابعة للقوات المسلحة المصرية والهيئة القومية للإنتاج الحربي ومركز قيادة صواريخ الدفاع الجوي.
- المكونات: وحدة إرسال هوائي، وجهاز إرسال، ووحدة استقبال منفصلة في كابينة خاصة، وشاشة لعرض البيانات.
- التردد: نطاق إل

الرادار موجود في الخدمة، وبعد نجاحه العملي قامت القوات المسلحة بتطوير رادارات ثلاثية الأبعاد بمصفوفات طورية يصل مداها إلى 450 كيلومترًا، وتم الإعلان عنها في النسخة الثانية من المعرض عام 2021.

## المستخدمون
- مصر: في الخدمة في قوات الدفاع الجوي.